# Рига (река)
Ри́га (Ри́дзене, Ри́дзиня; латыш. Rīdzene, Rīdziņa, Rīgas upe) — бывший (ныне не существует) правый рукав реки Даугавы. Является этимоном города Риги. Длина реки составляла 3 километра, к настоящему времени от неё сохранилось лишь болотце близ пересечения улиц Минстереяс и Кунгу.

## Этимология
В XIII веке этот рукав реки Даугава был назван Ригой. По одной из версий, гидроним (равно как и топоним) «Рига» происходит от названия балтийского острова Рюген и проживавших там ругов, мигрировавших позднее в район нынешней Риги.
Также существуют версии происхождения названия «Рига» от ливского riika, что переводится как «поселение», или от старонорвежского ring — петлять, извиваться. Однако ни одна из этих версий не выглядит достаточно убедительной.
Известное альтернативные название реки — Ризинг — также рассматривается в качестве одного из этимологических вариантов. К середине XVI века за рекой в латышской среде закрепилось название Ридзене. К концу XVI века начало использоваться «уменьшительное» название Ридзиня, употреблявшееся по отношению к мелким рукавам и оттокам реки Даугава.

## Структура русла реки: Спекьупе
В низовьях реки Риги находилось озеро Ригас, которое упоминается в «Хронике Генриха Латвийского» как lacus Riga. Озеро представляло собой естественную гавань, и на её берегах в первой половине XII века возникло два независимых торговых поселения.
К началу XVII века название Рига сохранилось только за участком нижнего течения, проходившим по современным улицам Мейстару, Калею, Минстереяс. Наименование второй из названных улиц (Кузнечная) обусловлено вступившими в силу первыми рижскими строительными правилами (1293), которые были основаны на принципах противопожарной безопасности и предполагали выселение представителей цеха кузнецов за пределы крепостной стены во избежание новых возгораний в черте крепости. Кузнецов обязали жить между рекой Ригой и крепостной стеной, ограждавшей Ригу плотным кольцом.
Верхнее течение Риги получило название Спекьупе (латыш. Speķupe — Сальная река). Такое название за этим участком реки закрепилось с начала XVI века. Спекьупе, отток Даугавы, протекал вдоль высокого песчаного берега, отличавшегося холмистым покатым рельефом, параллельно нынешней улице Лачплеша (начиная от улицы Маскавас), после чего соединялся с Даугавой. Весной предместья часто затапливались, что вызывало определённые неудобства, а нередко разрушительные последствия, чтобы предотвратить половодья, было принято решение соорудить дамбу Инча, проходившую вдоль нынешнего берега Даугавы параллельно улице Маскавас. Вскоре Спекьупе обмелела, так как воды не поступали в неё в период апрельских паводков, и на протяжении XVIII и XIX веков её постепенно засыпали.

## История Мельничного притока
Истоки реки находились на территории поселения Мордорф (ныне территория микрорайона Пурвциемс). Напротив Пороховой башни (изначально носившей название Песчаной, по песчаному холмистому рельефу, обрамлявшему берег) в Ригу впадал Мельничный ручей (Дзирнавупиете), на котором располагалась Песочная мельница. Песочная мельница была построена до 1387 года недалеко от места впадения Мельничного ручья в Рижское озеро. В XVII веке, вместо упоминавшихся ранее большой и малой песочных мельниц известна только одна, по поводу которой в 1582 году было издано распоряжение Стефана Батория: город получал разрешение выкопать канал для подвода воды к Песочной мельнице. В XVI—XVII веках вырытый канал соединил Мельничный ручей с ручьём Шмерли, а последний был подведён к озеру Уленброкен (Улброкас) и реке Маза Югла. Вдоль нынешнего рижского Городского канала проходил мельничный пруд, который простирался через территорию парка Эспланады до современной улицы Дзирнаву (Мельничной). В связи с принятыми поправками к плану модернизации города, предполагавшего, в частности, строительство нового здания Ратуши, в 1756 году решено было мельницу снести, а Мельничный ручей за функциональной ненадобностью засыпать. Русло ручья было засыпано до нынешней улочки Упес (Речная). Бастион, выстроенный напротив Яковлевских казарм и Пороховой башни, также носил название Песчаного, а сама въездная дорога в средневековую Ригу, проходившая мимо Песчаного бастиона и Песчаной башни по соседству с рекой Ригой, являлась составной частью Большого песчаного пути, который, будучи чрезвычайно важным для развития Риги сухопутным торговым путём, вёл в Полоцк, Новгород и во владения скандинавских конунгов.

## Дальнейшая история водоёма
В 1567 году магистратом было решено начать строительство специального Портового туннеля длиной 12 километров и шириной 10 метров, получившего название Портовых ворот. Они предохраняли город от разливов в весенний период, находясь на стыке рек Даугавы и Риги.

Газон сквера на Ливской площади.

В XVII веке шведское городское правление озаботилось экологическим состоянием речки и начало проводить работы по её нейтрализации. В итоге к 1733 году низовья реки Риги стали выполнять функцию узкого канала, отводящего сточные воды в Даугаву.
В 1861 году, после сноса рижских крепостных укреплений под руководством генерал-губернатора Прибалтийского края Александра Аркадьевича Суворова, обусловленного Парижским мирным договором (1856) после поражения России в Крымской войне, на месте речки Риги был сооружён каменный подземный канализационный туннель, основным предназначением которого считался сбор оставшихся запасов речной воды и дождевой воды с рижских улиц. В настоящее время улица Ридзенес остаётся воспоминанием о последнем участке реки Риги, протекавшей здесь до середины XIX века.
В современной Риге существует Ливская площадь, выполненная в декоративном стиле — скамьи и газон имитируют волнистую поверхность реки Риги. В крытом пассаже улицы Яунаву, проходящем через здание рижской Ратуши, имеется выполненная в виде каскада «стоячая» имитация реки Риги. Стоит отметить, что в конце 1850-х годов ряд обозревателей[кто?] выступал против ликвидации знакового для города водоёма, несмотря на его плачевное состояние, призывая городские власти очистить речушку, настаивая на её туристическом потенциале. В наше время несуществующую реку пытаются увековечить отдельные имитации.
Через реку Ригу, согласно старому универсальному в мировом контексте преданию, будущий патрон цехов якорщиков, перевозчиков и лоцманов Большой Кристап переносил на своих могучих плечах путников и страждущих с одного берега на другой. Его статуя (по классификации трёх ганзейских чудес города — «великан, который стоит») находилась в месте впадения Риги в Даугаву, а деньги, оставленные в корзинке возле Христофора жёнами, молившимися за здравие своих мужей, отправившихся бороздить коварные и непредсказуемые речные и морские просторы, шли на благотворительные нужды, в частности, на содержание рижского средневекового госпиталя Святого Георгия, находившегося в конце улицы Кунгу.

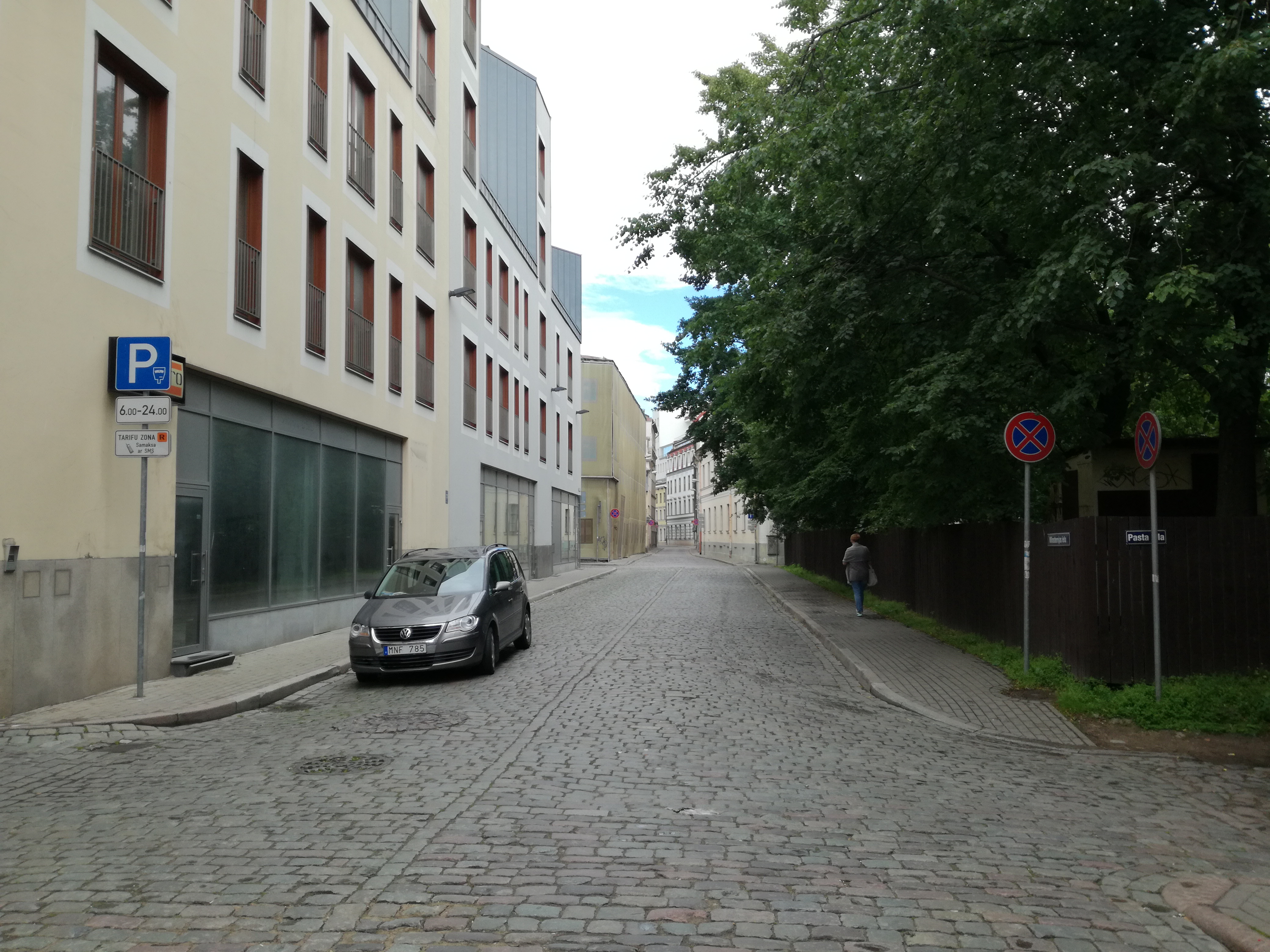
Зелёные насаждения у угла улиц Минстереяс и Паста. Здесь ранее текла река Рига
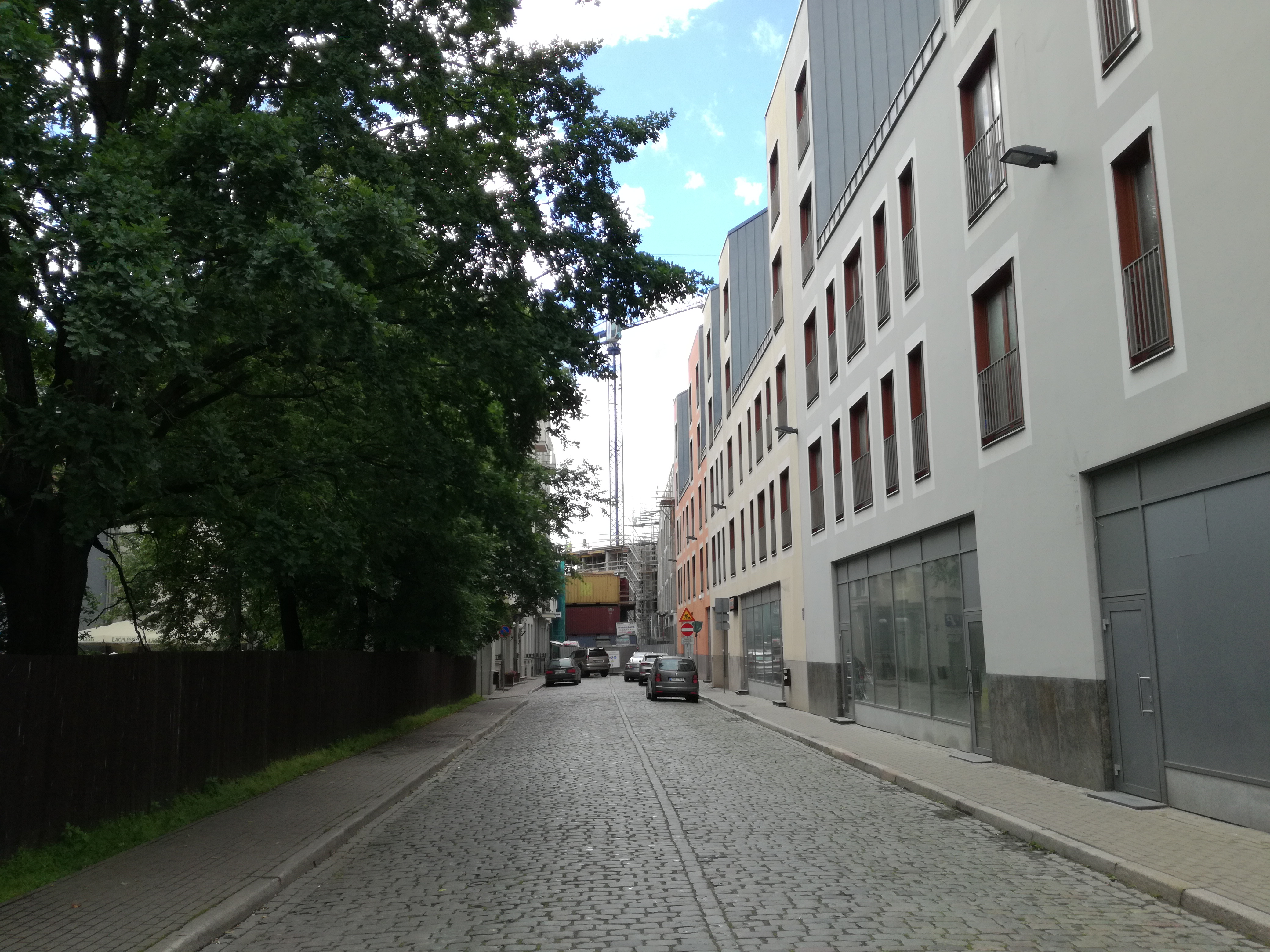
Зелёные насаждения у угла улиц Минстереяс и Кунгу. Здесь ранее текла река Рига